# Mucharz (gmina)
Mucharz – gmina wiejska w województwie małopolskim, w powiecie wadowickim. W latach 1975–1998 gmina położona była w województwie bielskim. Siedziba gminy to Mucharz.
Według danych z 30 czerwca 2004 gminę zamieszkiwało 3839 osób. Natomiast według danych z 31 grudnia 2017 roku gminę zamieszkiwało 4086 osób. 

## Struktura powierzchni
Według danych z roku 2002 gmina Mucharz ma obszar 37,32 km², w tym:
- użytki rolne: 37%
- użytki leśne: 41%

Gmina stanowi 5,78% powierzchni powiatu.

## Demografia
Dane z 30 czerwca 2004:
| Opis                              | Ogółem | Ogółem | Kobiety | Kobiety | Mężczyźni | Mężczyźni |
| --------------------------------- | ------ | ------ | ------- | ------- | --------- | --------- |
| jednostka                         | osób   | %      | osób    | %       | osób      | %         |
| populacja                         | 3839   | 100    | 1895    | 49,4    | 1944      | 50,6      |
| gęstość zaludnienia (mieszk./km²) | 102,9  | 102,9  | 50,8    | 50,8    | 52,1      | 52,1      |

- Piramida wieku mieszkańców gminy Mucharz w 2014 roku[5]

## Turystyka
Gmina Mucharz położona jest w Beskidzie Andrychowskim (wschodnia część Beskidu Małego). Przez gminę przepływa rzeka Skawa, która tworzy na odcinku Skawce – Mucharz przełom zwany „małymi Pieninami”. Punkt wyjścia szlaków turystycznych w Beskid Mały.

## Sołectwa gminy Mucharz
- Mucharz (siedziba gminy)
- Jamnik
- Jaszczurowa
- Koziniec
- Skawce
- Świnna Poręba
- Zagórze

## Sąsiednie gminy
- Stryszów, Wadowice, Zembrzyce

## Współpraca międzynarodowa
Miejscowości i gminy partnerskie:
- Słowacja, Ochodnica
- Rumunia, Mănăstirea Humorului